# 다마에역
다마에역(일본어: 玉江駅、たまええき)은 일본 야마구치현 하기시에 위치한 서일본 여객철도 산인 본선의 철도역이다. 단선 승강장 1면 1선의 구조를 갖춘 지상역이다.

## 이용 현황
| 승차 인원 추이 | 승차 인원 추이 |
| 연도           | 1일 평균       |
| -------------- | -------------- |
| 1999           | 309            |
| 2000           | 304            |
| 2001           | 312            |
| 2002           | 315            |
| 2003           | 300            |
| 2004           | 285            |
| 2005           | 280            |
| 2006           | 258            |
| 2007           | 247            |
| 2008           | 223            |
| 2009           | 230            |
| 2010           | 219            |
| 2011           | 198            |
| 2012           | 158            |

## 역 주변
- 하기성터
- 하기 박물관
- 기쿠가하마 해수욕장

## 역사
- 1925년 4월 3일 : 국유철도 미네 선의 나가토미스미 역 - 하기 역간 연신 때에 개업. 여객 · 화물 취급을 개시.
- 1933년 2월 24일 : 당역을 포함한 미네 선의 일부 구간이 산인 본선에 편입되어, 산인 본선 소속역으로 한다.
- 1963년 2월 1일 : 화물 취급을 폐지.
- 1987년 4월 1일 : 일본 국유철도 분할 민영화에 의해, 서일본 여객철도가 승계.
- 2013년 7월 28일 : 야마구치현 · 시마네현 폭우에 의해, 선로가 피해를 입어, 일시 당역을 포함한 마스다 역 - 나가토시 역간이 운휴.

## 인접 역
| 서일본 여객철도 산인 본선 | 서일본 여객철도 산인 본선 | 서일본 여객철도 산인 본선 |
| ------------------------- | ------------------------- | ------------------------- |
| 하기 마스다 방면          | ■ 산인 본선               | 산미 하타부 방면          |